# Teléfono de campaña

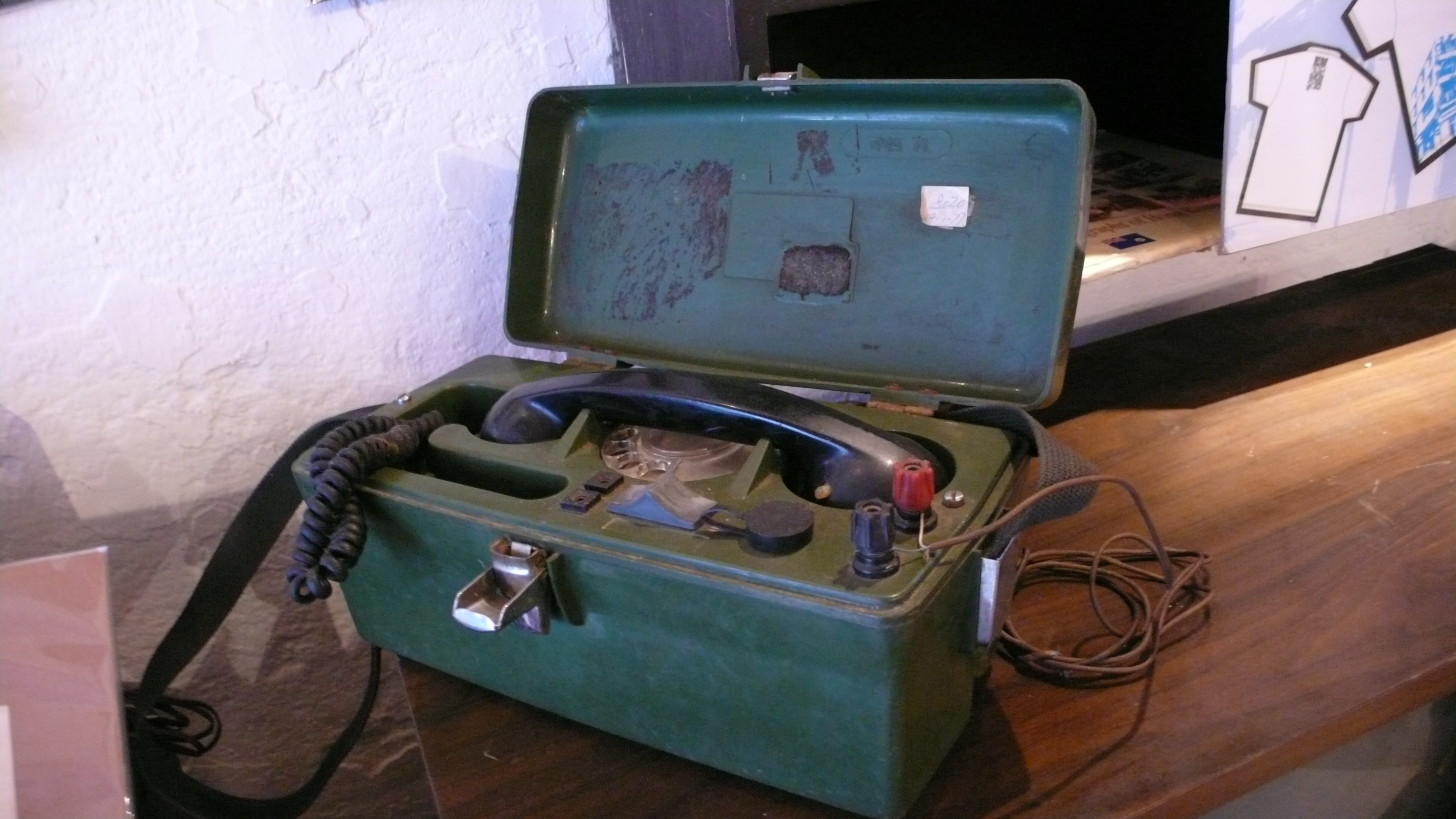
Un teléfono de campaña.

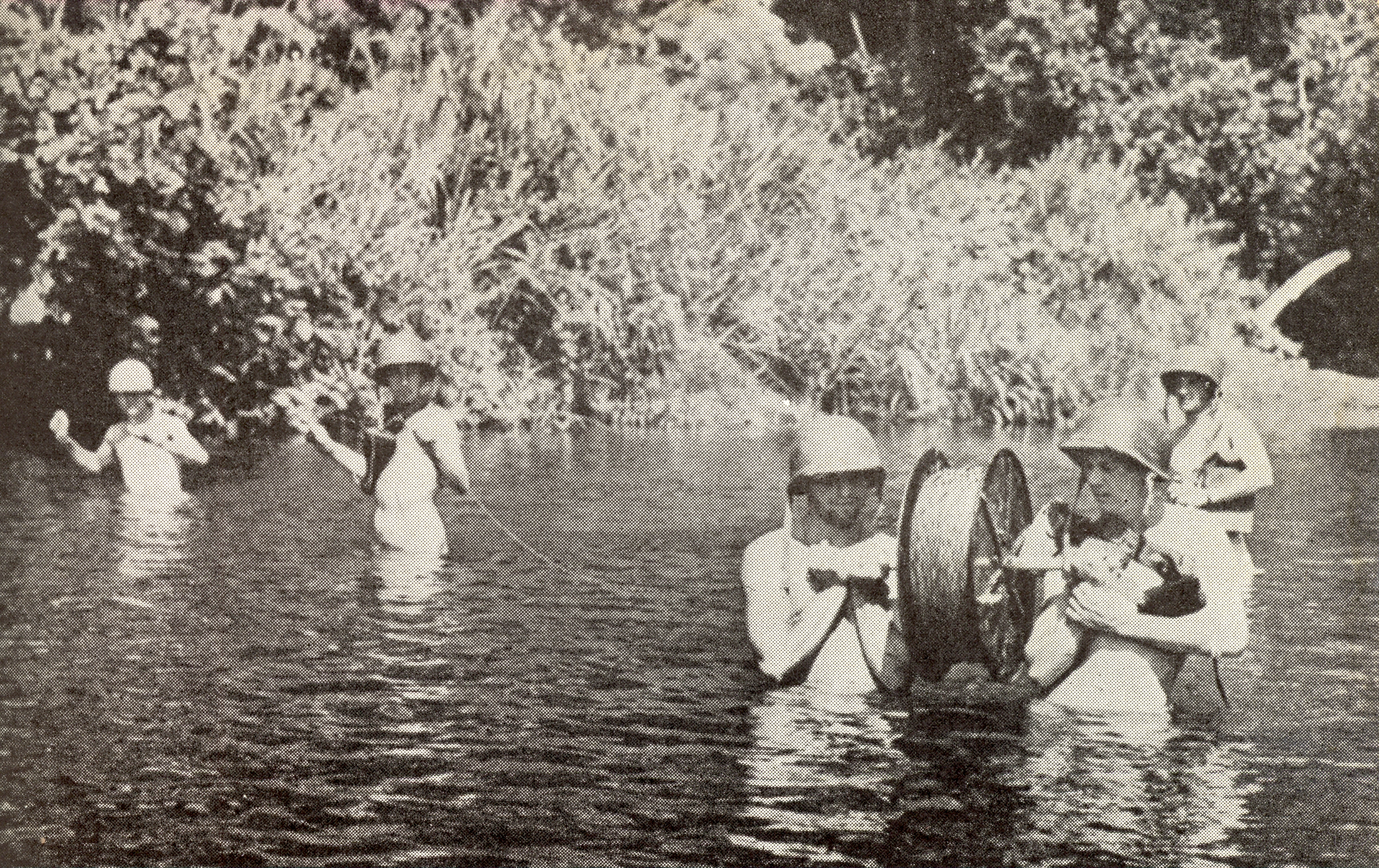
Linieros vadeando el río Lunga durante la Campaña de Guadalcanal en la Segunda Guerra Mundial.

Los teléfonos de campaña son teléfonos portátiles de uso militar, diseñados para soportar condiciones de guerra. Pueden alimentarse de su propia batería, desde una central telefónica (a través de una batería central, conocida como BC), o de una fuente de energía externa. Algunos no necesitan batería, siendo intercomunicadores.  

## Historia
Los teléfonos de campaña reemplazaron a las banderas de señales y al telégrafo como medios de comunicación eficaces. Los primeros teléfonos de campaña tenían un generador eléctrico manual, empleado para accionar el timbre y las baterías a fin de efectuar la llamada, además de contactar a la central telefónica manual. Esta tecnología fue empleada desde la década de 1910 hasta la década de 1960. Posteriormente, la señal de timbrado se operaba electrónicamente mediante un conmutador, o era automática como en los teléfonos civiles. Los sistemas manuales todavía son ampliamente utilizados, por lo que frecuentemente son compatibles con los equipos más viejos.
Al poco tiempo de haberse inventado el teléfono, se hicieron intentos de adaptar la tecnología para fines militares. Los teléfonos ya habían sido empleados para apoyar campañas militares en la India británica y en las colonias británicas del África a fines de la década de 1870 e inicios de la década de 1880. En Estados Unidos, las líneas telefónicas conectaban las fortalezas entre ellas y con el Cuartel General del Ejército. También eran empleadas para dirección de disparos en las baterías de artillería costera. El primer teléfono de campaña fue desarrollado en Estados Unidos en 1889, pero era demasiado costoso para poder ser producido en masa. Los subsecuentes desarrollos en diversos países hicieron que el teléfono de campaña fuese más práctico. El material de los cables fue cambiado de hierro a cobre, se desarrollaron dispositivos para tender cables en campaña, así como centrales y teléfonos operados por baterías para los puestos de mando y teléfonos con generador manual para usarse en campaña. Los primeros teléfonos de campaña diseñados para este propósito fueron empleados por los británicos en la segunda guerra bóer. Tuvieron un uso más amplio en la Guerra ruso-japonesa, donde todos los regimientos de infantería y las divisiones de artillería de ambos bandos estaban equipados con teléfonos de campaña. Al inicio de la Primera Guerra Mundial, el uso de teléfonos de campaña estaba ampliamente difundido, empezándose a interceptar las líneas telefónicas.
Este tipo de teléfonos también fueron utilizados en el ferrocarril para comunicarse desde la red telefónica, que iba paralela a la línea del ferrocarril, con el puesto de mando y con las estaciones más próximas. Estaba dotado de su selector correspondiente, que se conectaba a cualquier punto de la línea mediante una pértiga, que en su extremo superior tenía una “V” con dos ganchos que se conectaban entre los dos hilos de un circuito de la línea.

## Operación
Los teléfonos de campaña operan a través de cables, a veces ocupando circuitos civiles cuando están disponibles, pero frecuentemente usando cables tendidos en condiciones de combate. Hasta la Segunda Guerra Mundial, las líneas cableadas eran el método de comunicación predilecto del Ejército de los Estados Unidos, empleando la radio solamente cuando era necesario, como por ejemplo, comunicarse con unidades móviles o hasta que los cables puedan ser tendidos. Los teléfonos de campaña pueden operar entre dos puntos, o a través de una central en un puesto de mando. Se emplea una variedad de cables, que va desde el ligero "cable de asalto", como el W-130 - 8,5 kg por km - con un alcance de conversación de unos 8 km, hasta cables más pesados con múltiples pares. El equipo para tender el cable abarcaba desde bobinas en mochilas, hasta camiones equipados con arados para enterrar las líneas.

## Teléfonos de campaña por países

### Estados Unidos

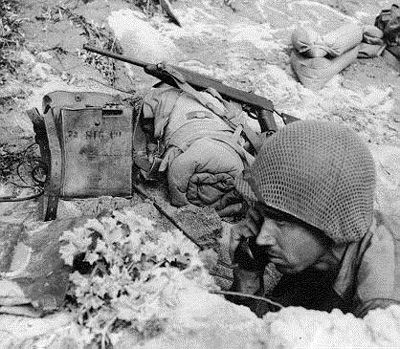
Soldado estadounidense usando un teléfono de campaña EE-8.

- EE-8, en uso desde la Segunda Guerra Mundial hasta la Guerra de Vietnam.[8]
- TA-1, con un alcance de 6,43 km (4 millas), con generador y sin baterías
- TA-43
- TA-312[9]
- TA-838,[10] incluye un teclado con marcación de pulso-tono.

Tortura de prisioneros de guerra
Según los archivos del Grupo de Trabajo sobre los Crímenes de Guerra en Vietnam del Ejército, los teléfonos de campaña a veces eran empleados en Vietnam para torturar prisioneros de guerra durante los interrogatorios.

### Finlandia
- TA-57, hecho en la Unión Soviética.
- P78, hecho en Suecia.
- P90, hecho en el Reino Unido.
- ET-10, hecho en Francia.

### Noruega
- TP-6N, desarrollado en Noruega para las Fuerzas Armadas a inicio de la década de 1970.
- TP-6NA, versión del TP-6N. Abarca desde la A a la C.
- M37, teléfono de campaña sueco empleado por la Defensa Civil noruega. Este teléfono es totalmente compatible con los teléfonos de campaña estadounidenses EE-8, TA-1, TA-43 y TA-312.
- EE-8, fue parte del Plan Marshall. El EE-8* fue utilizado en los Estados Unidos desde la Segunda Guerra Mundial hasta finales de la década de 1970, mientras que en Noruega desde la Segunda Guerra Mundial hasta que fue reemplazado por el TP-6.
- FF33. Este teléfono de campaña fue ampliamente utilizado desde mediados de la década de 1950 hasta que fue reemplazado por el TP-6 (después del EE-8). El FF33 fue abandonado por los alemanes al final de la Segunda Guerra Mundial, pero no fue empleado inmediatamente debido a razones políticas.
- Mod 1932. Desarrollado por Elektrisk Bureau para las Fuerzas Armadas noruegas, fue aprobado en 1932 como el primer teléfono de campaña estándar, pero no se fabricó en gran cantidad debido a la burocracia y al inicio de la Segunda Guerra Mundial. Estaba basado en un modelo hecho por la misma empresa para el Ejército turco.

### Unión Soviética
- УНА, "Unidad unificada" (Унифицированный аппарат).
- ТАИ-43, teléfono de campaña (Полевой Телефонный Аппарат).
- ТА-57, teléfono de campaña (Полевой Телефонный Аппарат).

## Galería

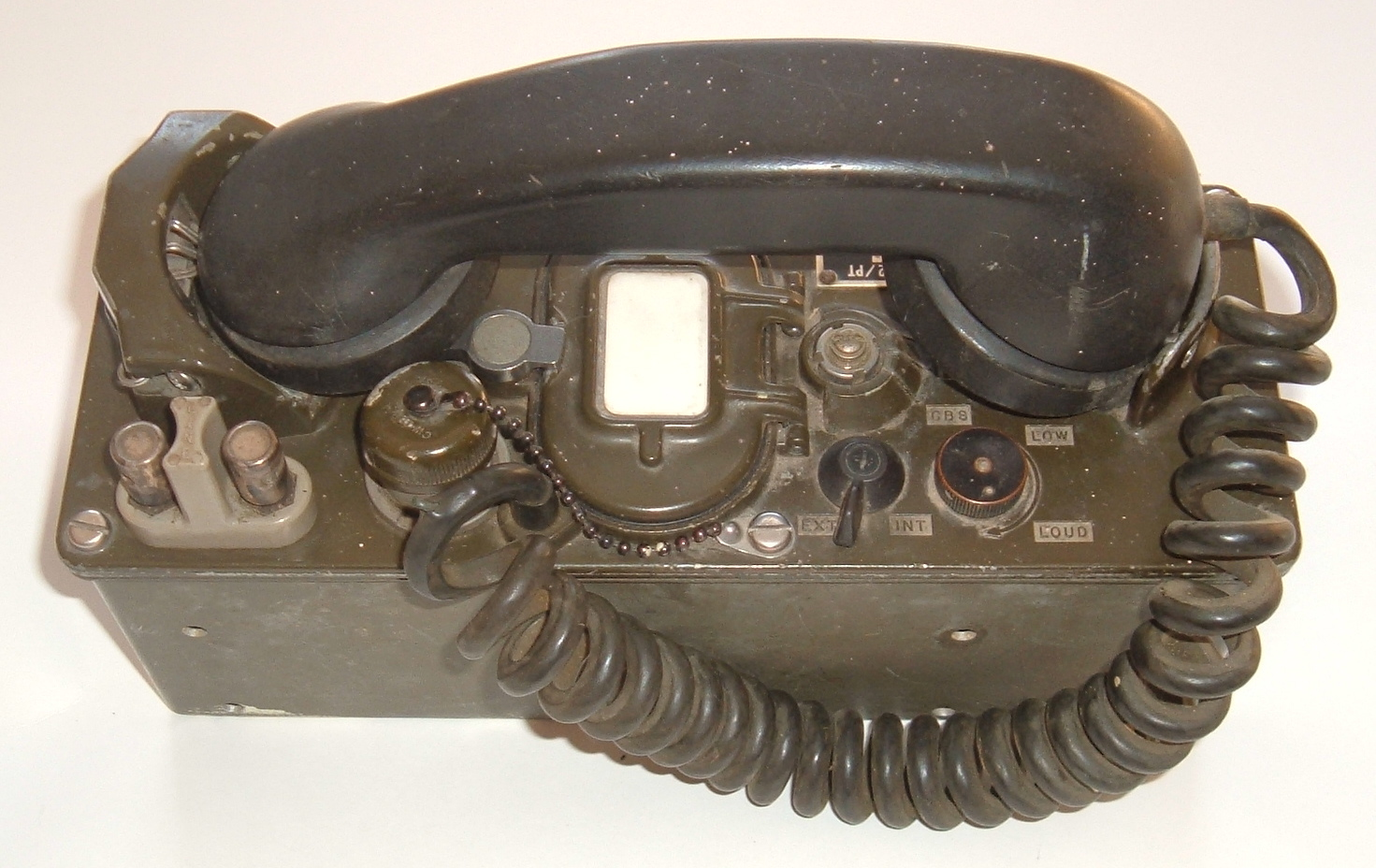
Teléfono de campaña TA-312.
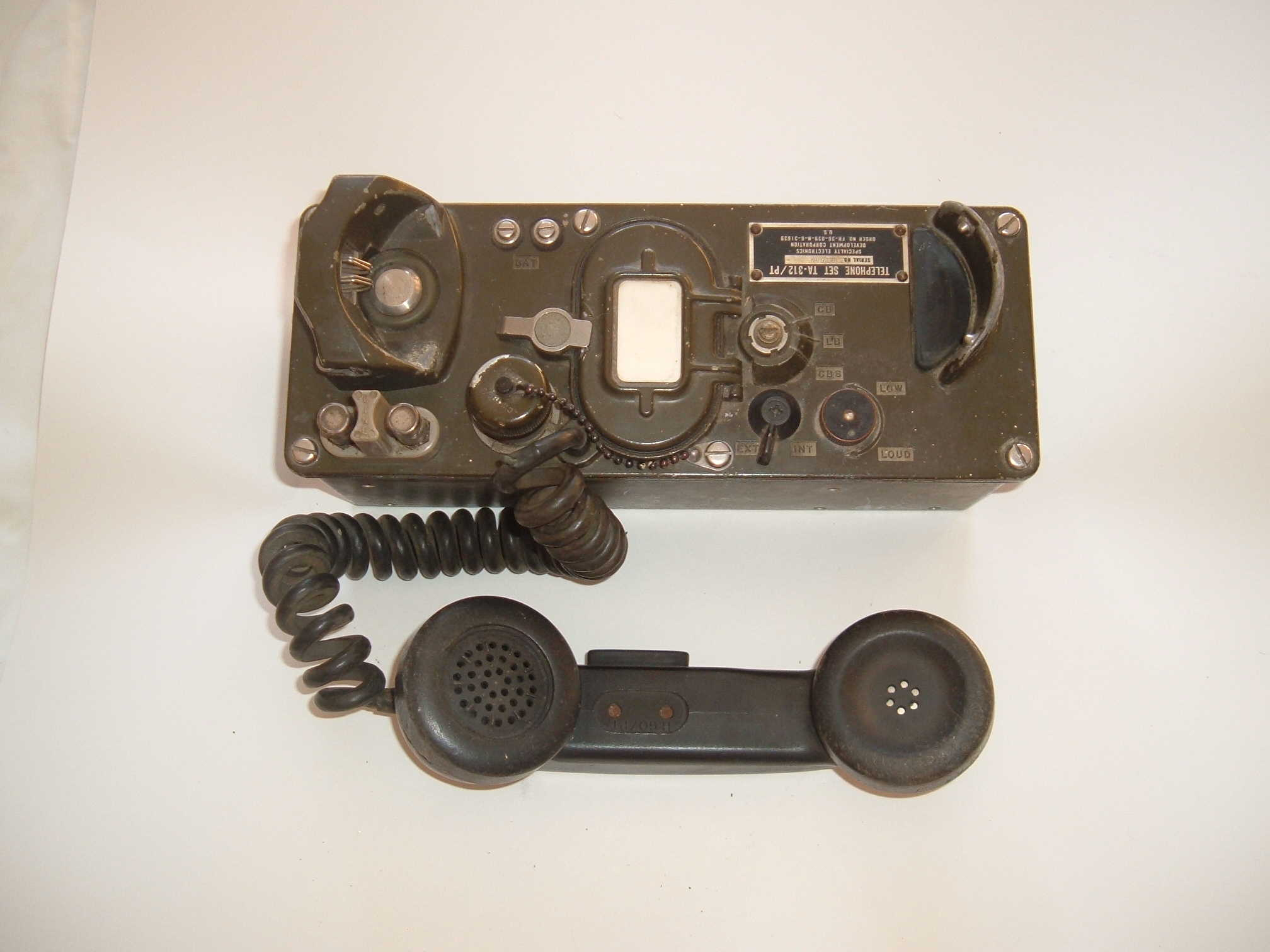
Un TA-312 con el auricular descolgado.
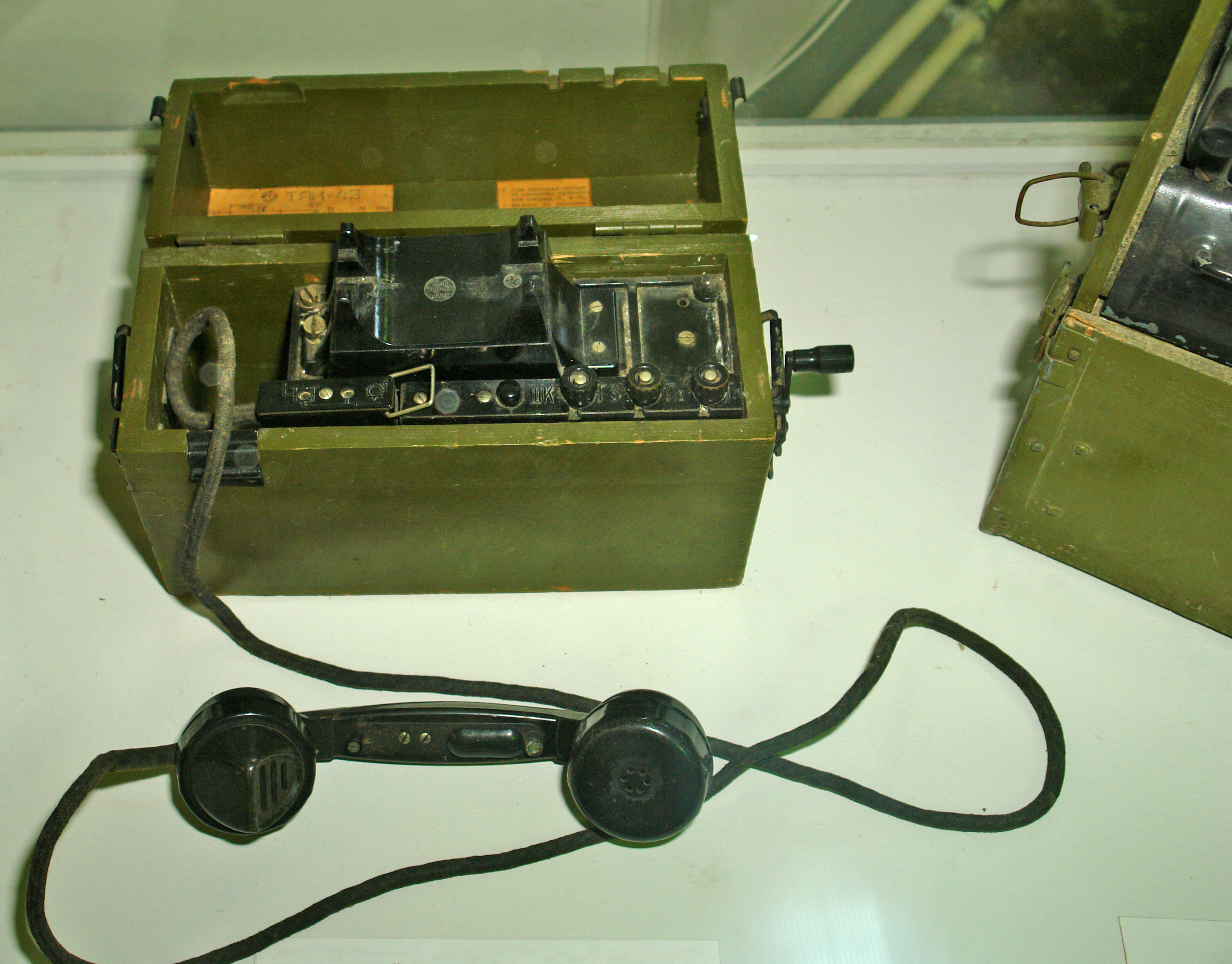
Teléfono de campaña ТАИ-43.
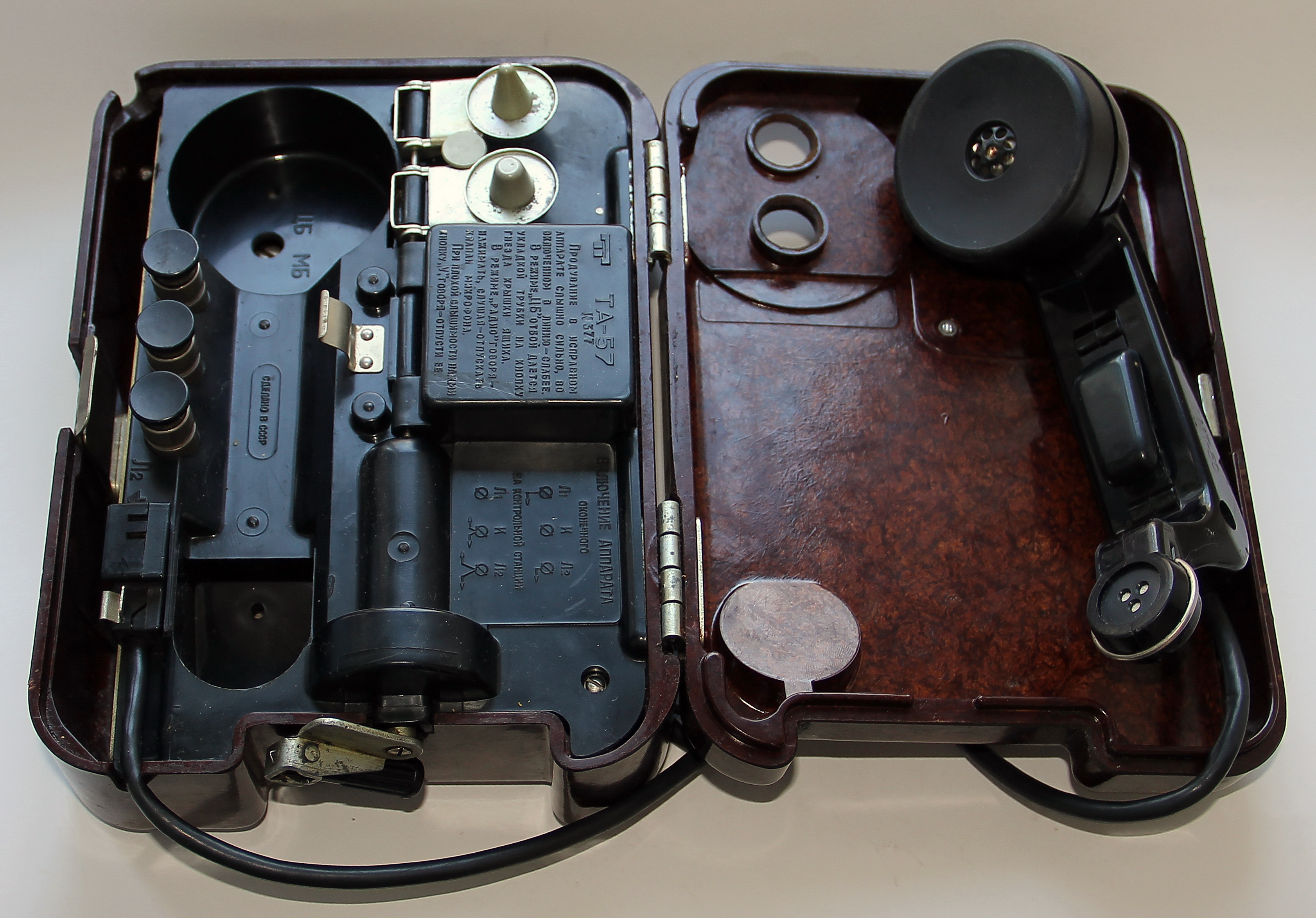
Teléfono de campaña TA-57
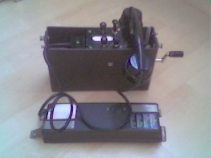
Teléfono de campaña sueco M37, de LM Ericsson.
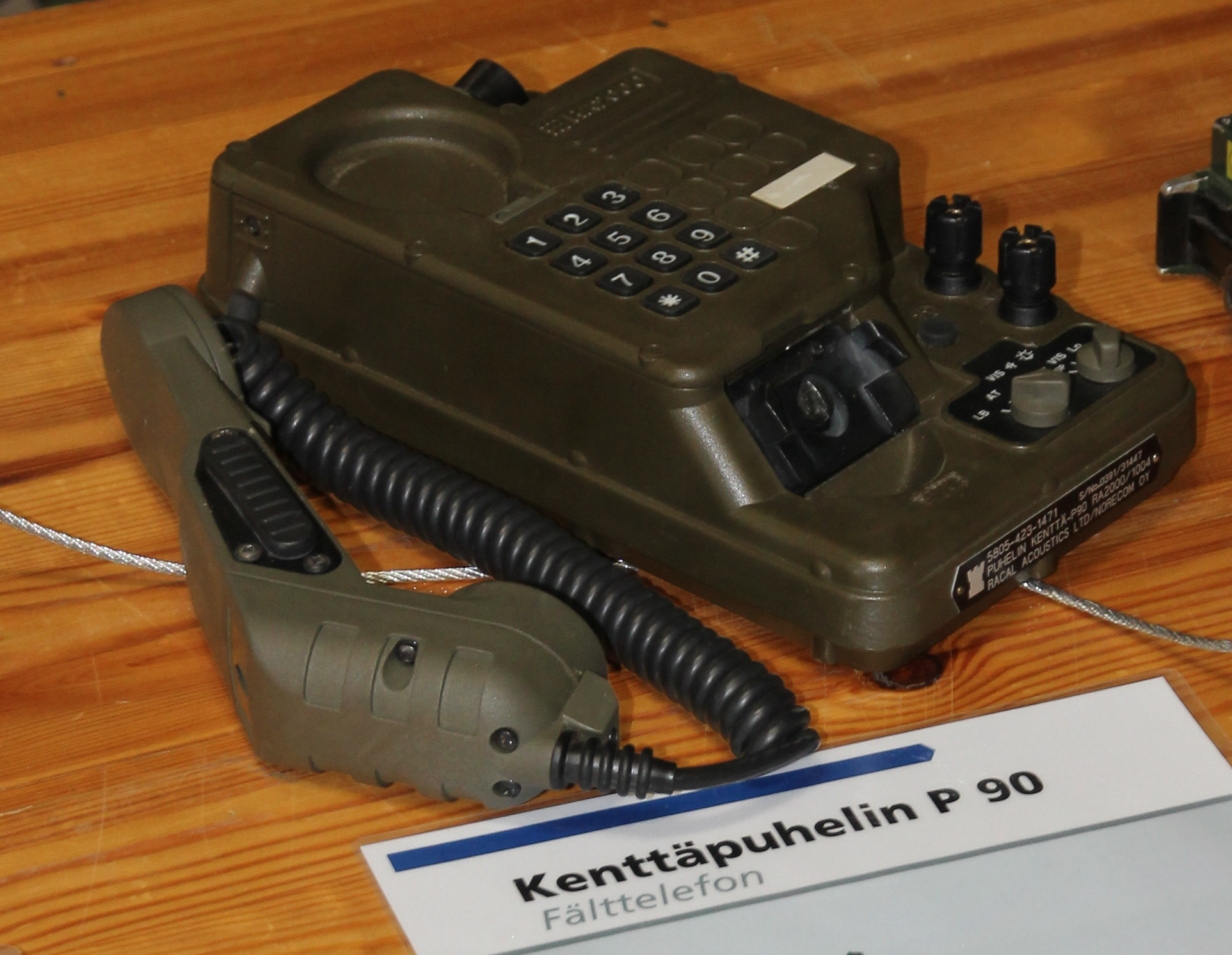
Teléfono de campaña P90.
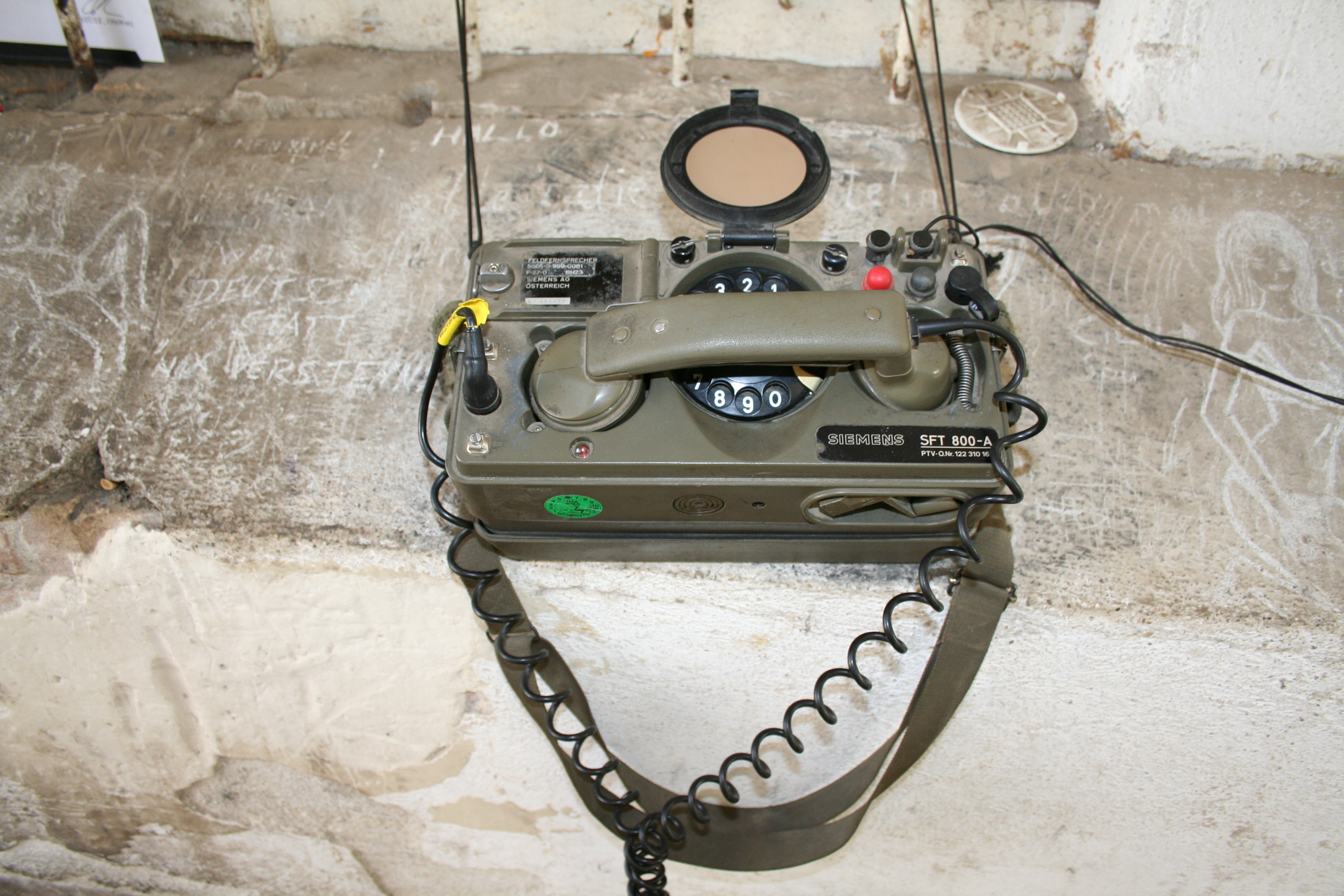
Teléfono de campaña SFT 800.